# 艇戶事件

## 背景
油麻地避風塘約140畝，艇戶約5,000人，近7成艇戶居於避風塘7年以上。大多數住家艇很殘舊，超過6成艇齡7年以上，大多有入水問題。艇戶居住環境十分擠迫，每戶平均8至9人，擠於一艘15至20呎長的艇上。艇上沒有水電供應，兒童缺乏活動空間，不時發生墮海事件，家長唯有用繩綁著幼童，以免發生意外。而為穩固船身，不少艇戶會用繩索將艇隻連接起來，遇有火災便會上演「火燒連環船」。避風塘的海水流動不大，等於是一池死水，加之岸上3條污水渠出口對正避風塘，海水污染十分嚴重。塘內缺乏衛生設施，四周都是垃圾、糞便，臭氣沖天、蟲鼠滋生，衛生環境極之惡劣，被形容為西九龍的「大糞池」。

## 主要事件

### 艇戶爭取上岸
1977年： 油麻地避風塘的漁民（艇戶）因漁業衰退而無法維修漁艇，轉而居住在破舊漁艇上。這些艇戶生活環境惡劣，缺乏排污系統和基本生活設施。
1977年5月： 艇戶開始向房屋署爭取上岸，並成立艇戶臨時委員會，向市政局議員葉錫恩求助。

### 請願與抗議活動
1977年9月到1978年底： 艇戶舉行多次記者會和請願，成立「各界關注艇戶居住問題聯合委員會」（艇聯），提出「風季到，船破爛，快安置上岸」的訴求。房署指艇戶意圖「打尖」，欲縮短輪候公屋的時間。
1978年12月24日： 約二百名艇戶和聲援者乘船從佐敦道碼頭到中環請願，抵達卜公碼頭時，警察以請願未經批准為由阻止前進。

### 巴士被截停
1979年1月7日： 約60多名艇戶登上兩輛旅遊巴士，準備前往港督府請願。巴士經紅磡海底隧道前往灣仔出入口時，被警方截停。警方以非法集結為由拘捕車上所有人。

### 法律程序
1979年1月16日： 76名被告在銅鑼灣裁判司署聆訊，主控撤銷10名兒童的控罪。2月13日，法庭宣判所有被告非法集結罪名成立，56名艇戶居民獲無條件釋放，不留案底；但11名聲援者（包括當時未被拘捕的陳肇誠）須留案底、簽保300元，守行為18個月。

### 後續影響
1980年： 政府修訂《公安條例》，引入向警方通知的制度，規定若組織者在公眾集會的七天前通知警務處處長而未被禁止，可以舉行該集會。不超過30人的集會亦無需通知警方。
1995年： 政府再引入《公安（修訂）條例》，不超過50人的公眾集會在舉行前不需通知警方。

### 社會反響
事件提升了社會對艇戶問題的關注，並促使了相關法律的改進。當時的抗議者和聲援者的經歷對香港社會運動的歷史產生了深遠的影響。

## 艇戶事件年表
| 1977年   |                                                                                            |
| -------- | ------------------------------------------------------------------------------------------ |
| 9月15日  | 在油麻地避風塘海旁召開記者招待會                                                           |
| 9月16日  | 2百多名艇戶抬爛艇到輔政司署及工務局請願                                                    |
| 9月29日  | 前往海事處要求從速驗艇                                                                     |
| 10月14日 | 持大信封往房屋署請願，要求遷徙安置區，其後到兩局議員辦事處求助                             |
| 11月15日 | 往輔政司署請願，要求房屋司施恪「引咎辭職」                                                 |
| 11月18日 | 往港督府請願，然後在輔政司署門外露宿抗議                                                   |
| 11月21日 | 房屋司表示決不對艇戶作出任何讓步                                                           |
| 11月28日 | 房屋署長指艇戶企圖「打尖」                                                                 |
| 12月11日 | 2百多名港大同學作1次調查訪問。發起「1紙1船」運動，交輔政司署。多名艇戶再次到房屋署要求安置 |

| 1978年   | |
| -------- | --------------------------------------------------------------------------------------------------- |
| 5月7日   | 艇戶召開記者招待會提出「風季到、船破爛、快安置上岸」                                                |
| 5月17日  | 到房屋署請願                                                                                        |
| 6月6日   | 到海事處要求集體驗船                                                                                |
| 8月6日   | 水上居民大會，葉錫恩表示支持。要求： - 房屋署應訂立1個集體安置計劃 - 立刻安置居住在有危險船隻之艇戶 |
| 暑假     | 「各界關注艇戶居住問題聯合委員會」成立                                                              |
| 12月14日 | 房屋署指艇戶為大陸難民，企圖博取公共房屋                                                            |
| 12月17日 | 艇戶記者招待會，反駁房屋署及發表調查報告                                                            |
| 12月24日 | 往輔政司署呈港督信途中，在卜公碼頭被警方所阻，指是次行動未經批准                                    |

| 1979年  | |
| ------- | --- |
| 1月7日  | 艇戶及支持者乘旅遊車過海時被警方截停，並控76人非法集會                                                           |
| 1月8日  | 被捕者到中央裁判司署過堂，准簽保候審                                                                             |
| 1月14日 | 15個團體到港督府呈交抗議信                                                                                       |
| 1月15日 | 各界支持艇戶上岸及反對無理拘控大會                                                                               |
| 1月16日 | 76人在銅鑼灣裁判司署聆訊，主控撤銷十名兒童 的控罪。押後至2月12日聆訊                                             |
| 1月25日 | 陳肇誠（港大同學）受票控。他曾在1月7日艇戶被捕時下車致電律師求助而未有被捕                                       |
| 2月13日 | 76人全部罪名成立，艇戶代表67人不留案底，11位支持人士，包括神父、醫生、社工、大專學生被判留案底，簽保守行為18個月 |

## 11位被捕支持者
1. 陳順馨 （畢業社工）
2. 馮可立 （香港社區組織協會社工）
3. 余德新 （實習醫生）
4. 甘浩望 （神父）
5. 張彩雲 （學生）
6. 陳肇誠 （學生）
7. 梁享南 （學生）
8. 黎廷瑤 （香港社區組織協會社工）
9. 羅志偉 （於建築師樓工作）
10. 趙貴美 （學生）
11. 楊清廉 （學生）[7]